# Deportivo Caribe Sur
Deportivo Caribe Sur es un club de fútbol costarricense, fundado en 1997.

## Jugadores

### Plantilla Clausura 2012
- = Lesionado de larga duración
- = Capitán